# Київський Міжнародний автосалон SIA
Київський Міжнародний автосалон SIA — головне автошоу України. З 1992 року щорічно проводиться у травні на території Міжнародного Виставкового Центру. До 2007 року місцем проведення автошоу служив Експоцентр України (ВДНГ).
Автосалон SIA має акредитацію OICA (Міжнародна організації автовиробників), що дає йому право вважатися одним з передових автошоу світу.
Автосалон SIA проводиться за підтримки Кабінету Міністрів України та під патронатом Президента України.